# 다이앤 베노라
다이앤 버노라(Diane Venora, 1952년 8월 10일 ~ )는 미국의 배우이다.

## 출연 작품

### 영화
- 늑대 인간의 습격 (1981)
- 코튼 클럽 (1984)
- 버드 (1988)
- 히트 (1995)
- 로미오와 줄리엣 (1996)
- 자칼 (1997)
- 인사이더 (1999)
- 13번째 전사 (1999)
- 트루 크라임 (1999)
- 햄릿 2000 (2000)